# توماس كولز
توماس كولز هو سياسي أمريكي، ولد في 12 يناير 1809، وتوفي في 22 أكتوبر 1884. انتخب عضو مجلس نواب كونيتيكت ‏.